# Sigrid Nunez
Sigrid Nunez (New York, 22 marzo 1951) è una scrittrice statunitense vincitrice del National Book Award nel 2018 con il romanzo L'amico fedele.

## Biografia
Sigrid Nunez è nata da padre cinese-panamense e madre tedesca nel 1951 a New York, dove vive e lavora.
Ha compiuto gli studi al Barnard College dove ha ottenuto un B.A. e alla Columbia University conseguendo un Master of Fine Arts.
Autrice di 7 romanzi e di un'opera biografica su Susan Sontag, ha insegnato presso numerosi atenei quali Princeton e Boston ed è stata scrittrice invitata al Baruch College e all'Università della California, Irvine.
Tra i riconoscimenti ottenuti, l'ultimo, in ordine di tempo, è stato il National Book Award per la narrativa del 2018 per il romanzo L'amico fedele incentrato sulla vita di una scrittrice solitaria che, dopo la morte per suicidio di un suo amico, anch'egli scrittore, si trova a dover accudire l'amato alano del defunto.

## Opere

### Romanzi
- A Feather on the Breath of God (1995)
- Naked Sleeper (1996)
- Mitz: The Marmoset of Bloomsbury (1998)
- For Rouenna (2001)
- L'ultima della sua specie (The Last of Her Kind), Vicenza, Neri Pozza, 2006 traduzione di Ada Arduini ISBN 88-545-0145-X.
- Salvation City (2010)
- L'amico fedele (The Friend, 2018), Milano, Garzanti, 2019 traduzione di Stefano Beretta ISBN 978-88-11-60823-3.
- Attraverso la vita (What Are You Going Through, 2020), Milano, Garzanti, 2022 traduzione di Paola Bertante ISBN 978-88-11-00444-8.

### Biografie
- Sempre Susan: A Memoir of Susan Sontag (2011)

## Adattamenti cinematografici
- L'amico fedele, regia di Scott McGehee e David Siegel (2025)

## Premi e riconoscimenti
- Whiting Award: 1993 vincitrice nella categoria "Narrativa"[6]
- Rome Prize: 2001
- Holtzbrinck Fellow: 2005[7]
- Pushcart Prize: 2013[8]
- National Book Award per la narrativa: 2018 per L'amico fedele
- Premi Letterari Windham-Campbell: 2025 nella sezione "Narrativa"[9]